# ГЕС Тагокура
ГЕС Тагокура (田子倉発電所) — гідроелектростанція в Японії на острові Хонсю. Знаходячись між ГЕС Оторі (вище по течії) та ГЕС Тадамі, входить до складу каскаду на річці Тадамі, лівій притоці Агано, яка впадає до  Японського моря у місті Ніїгата.
В межах проекту річку перекрили бетонною гравітаційною греблею висотою 145 метрів, довжиною 462 метра та шириною по гребеню 9 метрів, яка потребувала 1950 тис. м3 матеріалу. Вона утримує водосховище з площею поверхні 9,95 км2 та об'ємом 494 млн м3 (корисний об'єм 370 млн м3).
Пригреблевий машинний зал обладнано чотирма турбінами типу Френсіс потужністю по 100 МВт, які використовують напір у 105 метрів. Ресурс до них подається через напірні водоводи довжиною по 124 метра зі спадаючим діаметром від 5 до 4,4 метра.